# Теорія територіального миру
Теорія територіального миру припускає, що стабільність державних кордонів суттєво впливає на внутрішньополітичну ситуацію. Країни з мирними та визначеними межами схильні до розвитку демократичних інституцій і більшої толерантності, тоді як територіальні суперечки з сусідами можуть мати серйозні наслідки — від формування суспільних настроїв до загострення конфліктів, нарощування озброєнь і навіть розв’язання війни.
Зокрема, теорія територіального миру прагне з’ясувати, чому держави з усталеними та безпечними кордонами зазвичай рухаються в напрямку демократизації, тоді як країни з невизначеними або спірними межами частіше формують автократичні режими.
Зв’язок між миром і демократією давно визнається науковцями, однак існують розбіжності щодо того, що саме є першопричиною. Теорія демократичного миру стверджує, що демократія веде до миру, тоді як теорія територіального миру наполягає на зворотному: саме мир створює передумови для становлення демократії.
Із початку 2000-х років спостерігається зростання наукового інтересу до теорії територіального миру, а також посилення критики теорії демократичного миру. Зокрема, теорія територіального миру акцентує на низці слабких місць демократичного підходу. Одним із ключових зауважень є те, що демократичний мир суперечить історичним фактам: держави, як правило, переходять до демократії лише після досягнення мирних відносин із сусідами.

## Напрямок причинно-наслідкового зв'язку

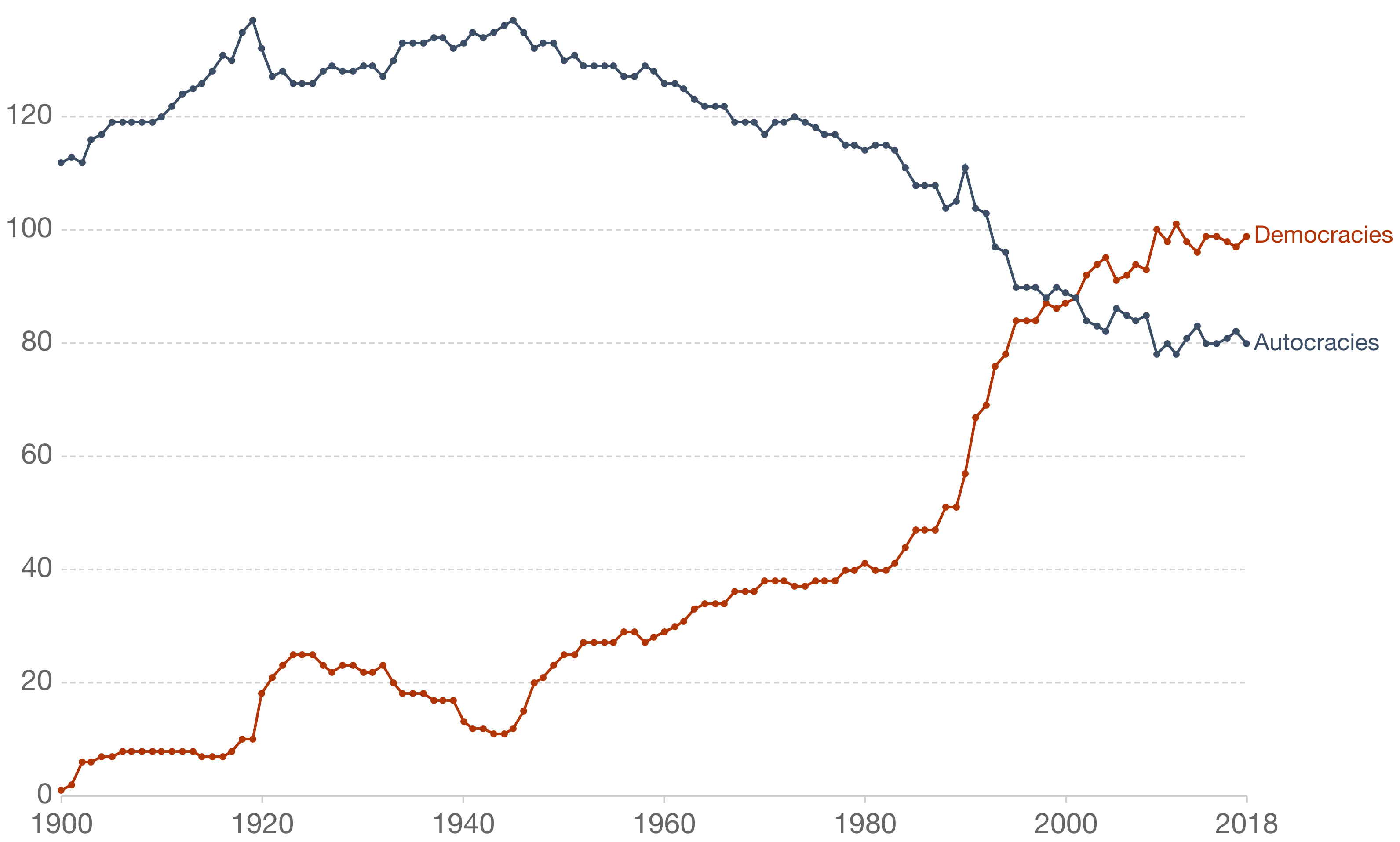

Питання причинно-наслідкового зв’язку між миром і демократією залишається відкритим для наукових дебатів. Чи є мир передумовою для становлення демократії, чи, навпаки, демократичне правління сприяє встановленню миру? Можливо, існує двосторонній вплив, який створює самопідсилювальний цикл? Або ж якийсь інший, третій чинник водночас обумовлює як мир, так і демократію?
Історичні дослідження свідчать, що демократичні режими, як правило, виникають лише після врегулювання територіальних кордонів. Випадки, коли демократія встановлювалася до досягнення стабільності на кордонах, є поодинокими, і навіть у цих ситуаціях вона зазвичай виявлялася нетривкою. Це слугує переконливим аргументом на користь того, що причинно-наслідковий зв’язок іде від миру до демократії. Більше того, статистичні дані демонструють, що демократія не є надійним поясненням миру між сусідами, натомість мир цілком здатен пояснити паралельне існування демократичних режимів.
Територіальні суперечки суттєво впливають на переконання й ціннісні орієнтації громадян. Зокрема, загроза національним кордонам часто викликає ефект згуртованості навколо керівництва та стимулює поширення установок, несумісних із демократичними принципами — зростання націоналізму, авторитарних настроїв, нетерпимості й зниження рівня політичної довіри. Такі реакції, ймовірно, ускладнюють процес демократизації в державах із неврегульованими територіальними межами.
Ще одним свідченням того, що причинно-наслідковий зв’язок спрямований від миру до демократії, є використання характеристик навколишнього середовища як інструментальної змінної. Відомо, що пересічена місцевість підвищує ризик виникнення громадянських конфліктів. Спостережувана позитивна кореляція між пересіченим рельєфом, нетерпимістю та відсутністю демократичних цінностей трактується як доказ того, що конфлікти заважають розвитку демократії, адже зворотний причинний зв’язок — від автократії до типу місцевості — можна виключити.
Одна з причин, через яку демократичні країни вирішують прикордонні суперечки мирним шляхом частіше, ніж недемократичні, полягає в тому, що вони ще до переходу до демократії відмовлялися від конфліктів, які з великою ймовірністю могли призвести до військових дій. Тож це відбувається не через інституції чи норми демократії, як стверджує теорія демократичного миру. У 75% досліджених випадків врегулювання кордонів відбулося принаймні за 35 років до того, як відповідні країни вперше стали спільно демократичними.
Причинно-наслідковий зв’язок у напрямку від демократії до миру можна виявити, якщо розрізняти негативний і позитивний мир. Негативний мир означає відсутність війни між сусідніми країнами, тоді як позитивний мир передбачає активне взаємне визнання, співпрацю і відсутність загроз. Високоякісна демократія сприяє встановленню позитивного миру. Перехід від негативного до позитивного миру зазвичай відбувається з приходом до влади нових урядів і частіше трапляється саме в демократичних державах.
Деякі дослідники вважають, що зв’язок між миром і демократією можна пояснити впливом третього чинника, який одночасно сприяє як миру, так і демократії. Згідно з капіталістичною теорією миру, справжніми причинами миру є економічний розвиток, ринки та взаємозалежність, тоді як демократія втрачає кореляцію з миром після врахування цих факторів.  Крім того, під час Холодної війни важливою складовою миру між демократіями було домінування США в рамках Pax Americana.
Інший варіант — це циклічний причинно-наслідковий зв’язок, за якого мир, економічна взаємозалежність, демократія та міжнародні організації взаємно посилюють одна одну в процесі позитивного зворотного зв’язку. Мир і демократія схильні поширюватися регіонально, формуючи кластери демократичних країн, які перебувають у мирних стосунках одна з одною, особливо у тих регіонах, де кордони врегульовані і немає загроз територіальній цілісності. 

## Теоретичні пояснення
Існує кілька теорій, які намагаються пояснити, чому мир передує демократії. Ці теорії можуть доповнювати одна одну.
Військове пояснення полягає в тому, що країна з нестабільними кордонами змушена нарощувати значний військовий потенціал для захисту своєї території від можливих атак сусідів. Велику регулярну армію можна використовувати не лише для оборони від зовнішніх загроз, а й для придушення внутрішніх опозиційних рухів. Це дає лідерам можливість зміцнити владу та подавити будь-які заколоти чи вимоги щодо перерозподілу багатства і демократизації.  
Пояснення захисту полягає в тому, що мешканці країни з нестабільними кордонами побоюються втрати своєї території. Вони покладаються на міцне державне керівництво, яке здатне гарантувати їхній захист і безпеку. Це викликає ефект консолідації навколо сильного, часто авторитарного, лідера. Спостерігається, що в таких умовах громадяни часто формально підтримують демократичні ідеали, але фактично схиляються до підтримки авторитарного правління.  
Психологічне пояснення базується на низці досліджень, які демонструють, що територіальні конфлікти призводять до зростання націоналізму та нетерпимості до чужих груп, тоді як інші види загроз мають слабший або взагалі відсутній подібний вплив.  Така нетерпимість пов’язана з менш демократичним світоглядом, зниженою готовністю до компромісів з ворогом через переговори, меншою увагою до проблем корупції в уряді та зниженим рівнем толерантності до інших, не причетних до конфлікту, груп.  Цей ефект посилюється залежно від ступеня прихильності до спірної території. 
Еволюційне пояснення ґрунтується на теорії реґальності і свідчить, що психологічні реакції на територіальні загрози мають еволюційне коріння. Люди виробили психологічну гнучкість, яка активізує прагнення до сильного лідера, суворої дисципліни, нетерпимості, ксенофобії та ієрархічної соціальної організації у випадку загрози конфлікту з іншою соціальною групою. Навпаки, у періоди миру та колективної безпеки виникає схильність до більш егалітарного, демократичного й толерантного суспільства. Формування ієрархії зі сильним лідером у ситуаціях конфлікту з сусідніми групами надає вигоду громадянам, підвищуючи соціальну згуртованість, знижуючи безлад і покращуючи здатність до колективних дій під час війни та насильства. Ця еволюційна модель пояснює, чому територіальні конфлікти, війна і терор мають потужніший психологічний вплив, а також чому вони спричиняють авторитарні настрої і зневагу до демократичних цінностей.

## Звернення до автократії
Наприкінці XX століття в багатьох регіонах світу відбулися значні хвилі демократизації, однак уже на початку 2000-х років з’явилися тенденції до негативної реакції та обмеження демократичних свобод. Історичні дослідження країн, які зазнали авторитаризації, показують, що їх очолювали популярні лідери, які зміцнювали владу завдяки широкій підтримці населення. Хоча загалом люди ідеально підтримували демократію, насправді вони прагнули сильнішого керівництва та обирали авторитарних популістів. Зазвичай цій ситуації передує певна зовнішня загроза — реальна або уявна — що спрямована проти країни. Ці спостереження підтверджують раніше згадані теорії про те, що територіальні загрози стимулюють зростання авторитаризму і послаблення демократичної підтримки.  
Іноді загроза, що змушує населення погоджуватися на централізацію влади та менш демократичну систему, навмисно створюється штучно. Історія містить численні приклади політичних лідерів, які маніпулюють громадською думкою через залякування, перебільшення загроз або навіть інсценування нападів під чужим прапором, щоб посилити свою владу. У деяких випадках такі загрози вигадують іноземні держави, які використовують психологічну війну та тактики напруження для сприяння авторитарним переворотам.  

## Критика
Прихильники теорії демократичного миру, яка стверджує, що демократія сприяє миру, вважають, що демократичні країни частіше вдаються до посередництва або обов’язкового арбітражу замість військових дій для врегулювання міждержавних конфліктів. Демократії рідше, ніж автократії, починають війни, у яких не впевнені у перемозі. Дослідження свідчать, що підтримка уряду падає при значних військових втратах, що відповідає припущенням теорії демократичного миру.  Інше дослідження показало, що ризик виникнення насильницьких конфліктів знижується зі зростанням рівня відповідальності уряду.  Окрім того, громадяни демократичних держав значно рідше підтримують застосування сили проти інших демократій у порівнянні з автократіями. 
Критики також наголошують, що якщо теорія територіального миру вважає, що лідери обмежують демократію через переконання, що вона заважає здатності держави вести війни, це насправді свідчить про те, що демократії є більш миролюбними. 
Деякі дослідники навіть стверджують, що війна може призвести до зміни режиму, що може прокласти шлях до демократизації. 
Дослідники теорії демократичного миру встановили, що статистична взаємозв’язок між миром і демократією залишається суттєвим навіть після врахування впливу стабільності кордонів,  у той час як критики зазначають, що це стосується лише держав без спільних кордонів, тоді як для країн із суміжними кордонами дані все ще підтверджують теорію територіального миру. 
Аналіз часових рядів демонструє, що держави-суперники, які обидві є демократичними, рідше переходять від суперництва до насильницького конфлікту. З часом заспокійливий вплив спільної демократії посилюється після того, як обидві країни стають демократичними.  Ці ефекти демократії виходять за межі війни: демократичні діади також менш схильні, ніж недемократичні, вдаватися до погроз, демонстрації сили або її застосування один проти одного.
Теорія територіального миру не пояснює спостережень інтерактивної моделі демократичного миру, яка виявляє вплив на дані як політичної подібності, так і демократії. 

## Синтез теорій демократичного миру та територіального миру
Теорія територіального миру зосереджується на сусідніх державах, які мають спільний кордон, навколо якого можуть виникати конфлікти. Статистичні дослідження підтверджують концепцію територіального миру, а не теорію демократичного миру, якщо аналізувати лише пари країн зі спільними кордонами. Спільна демократія не суттєво сприяє підтриманню миру між сусідами, поки їхні кордони не будуть врегульовані. 
Ситуація відрізняється для держав, які не мають спільного кордону. Між такими країнами кордони рідко стають джерелом конфліктів. Проте демократія може сприяти більш мирним відносинам навіть між державами без спільних кордонів. Демократичні країни частіше залучаються до мирних переговорів і рідше вдаються до погроз або застосування сили один проти одного завдяки спільним нормам і тому, що виборці схильні відсторонювати політиків, які провокують війни. 
Демократичний ефект проявляється і серед сусідніх країн після врегулювання їхніх кордонів. Спільна демократія для держав, які вже підтримують мирні відносини, знижує ймовірність виникнення нових конфліктів і пом’якшує напругу у випадках мілітаризованих суперечок чи криз. Таким чином, теорія демократичного миру ефективна для пояснення відносин між країнами без спільних кордонів і між державами, які вже живуть у мирі, тоді як теорія територіального миру найкраще пояснює ситуації між сусідніми країнами з нестабільними кордонами. Відсутність встановлених кордонів знижує заспокійливий вплив спільної демократії. 
Демократичні лідери рідше ніж автократи починають насильницькі конфлікти, проте після початку війни їхні дії значно не відрізняються. Мирний вплив демократії частково нівелюється тим, що демократичні лідери менш готові відступати під час військових криз, оскільки втрата авторитету призведе до зниження їхньої популярності. 

## Політичні заявки
Теорія територіального миру має суттєве значення для міжнародних відносин, глобальної політики та процесів миробудівництва. Якщо мир і стабільність кордонів є необхідною основою для розвитку демократії, тоді будь-які інтервенційні мирні стратегії повинні в першу чергу спрямовуватися на врегулювання територіальних суперечок, а не на примусове впровадження демократії у країнах, охоплених конфліктами.
Багато разів намагалися нав’язати демократію країнам із проблемами, посилаючись безпосередньо на теорію демократичного миру. Головною метою таких втручань було встановлення миру шляхом впровадження демократії.  Зокрема, участь США в Першій та Другій світових війнах, а також у війні в Іраку базувалася на переконанні, що демократія сприяє миру.   
Спроби інтервенціоністів примусово встановити демократію за допомогою військових дій майже завжди закінчувалися невдачею.   Згідно з теорією територіального миру, військове втручання, ймовірно, призведе до скорочення рівня демократії, а не до її зростання, навіть якщо метою таких дій є запровадження демократичних режимів.
У деяких випадках теорія демократичного миру слугувала радше прикриттям для початку війни, ніж її справжньою причиною. Детальніше дивіться у розділі про виправдання початку війни на основі цієї теорії.
Попри те, що мандати ООН із закликом до проведення демократичних виборів після громадянської війни можуть виглядати привабливо з нормативної точки зору, їхня ефективність є сумнівною. Насправді вважається, що проведення передчасних виборів після громадянських війн підвищує ризик нових конфліктів, оскільки це може призвести до ігнорування інтересів меншин. 